# Alexander Skarsgård
Alexander Johan Hjalmar Skarsgård (svéd kiejtés: [ˈskɑːʂɡoːɖ]) (Stockholm, 1976. augusztus 25. –) Primetime Emmy- és Golden Globe-díjas svéd színész.
Legismertebb alakítása Eric Northman a True Blood – Inni és élni hagyni című fantasysorozatban és Brad Colbert őrmester a Gyilkos megszállás című minisorozatban. A Hatalmas kis hazugságok című 2017-es sorozat főszerepével Golden Globe- és Primetime Emmy-díjat nyert. 2021–2023 között az Utódlás főszereplőjeként jelölték ugyanerre a két díjra.

## Gyermekkora
Stockholmban született Stellan Skarsgård svéd színész és első felesége, My fiaként. Hat fiatalabb testvére van: Gustaf (született 1980-ban), Sam (született 1982-ben), Bill (született 1990-ben), Eija (született 1992-ben), Valter (született 1995-ben) és féltestvérei, Ossian (született 2009-ben) és Kolbjörn (született 2012-ben). Gustaf, Bill és Valter is színészek.
Az apja egyik rendező barátja adta neki az első filmszerepét Kalle Nubbként az Åke och hans värld című filmben 1984-ben, amikor csak hétéves volt. 1989-ben a Hunden som log című svéd tévéfilm főszerepe híressé tette Svédországban 13 éves korában. Mivel kényelmetlennek érezte a hírnevet, a következő hét évre otthagyta a színészkedést.
19 évesen katonai szolgálatra jelentkezett. 18 hónapig szolgált a svéd hadseregben, egy olyan egységben, amely anti-szabotázzsal és anti-terrorizmussal foglalkozott Stockholmban. Miután befejezte a szolgálatát 1996-ban, elhagyta Svédországot, és az angliai Leeds Metropolitan University-re járt hat hónapig. Azért iratkozott be, hogy az angol nyelvet tanulja, de beismerte, hogy nem sokat tanult, és helyette inkább szórakozott.
Hét színészkedés nélküli év után újra fontolóra vette a színészi pályát. 1997-ben beiratkozott egy színészi tanfolyamra a Marymount Manhattan College-on, és New Yorkba költözött. Hat hónap után visszatért Stockholmba, de a tanulással töltött idő azt mutatta neki, hogy színészkedni szeretne.

## Pályafutása

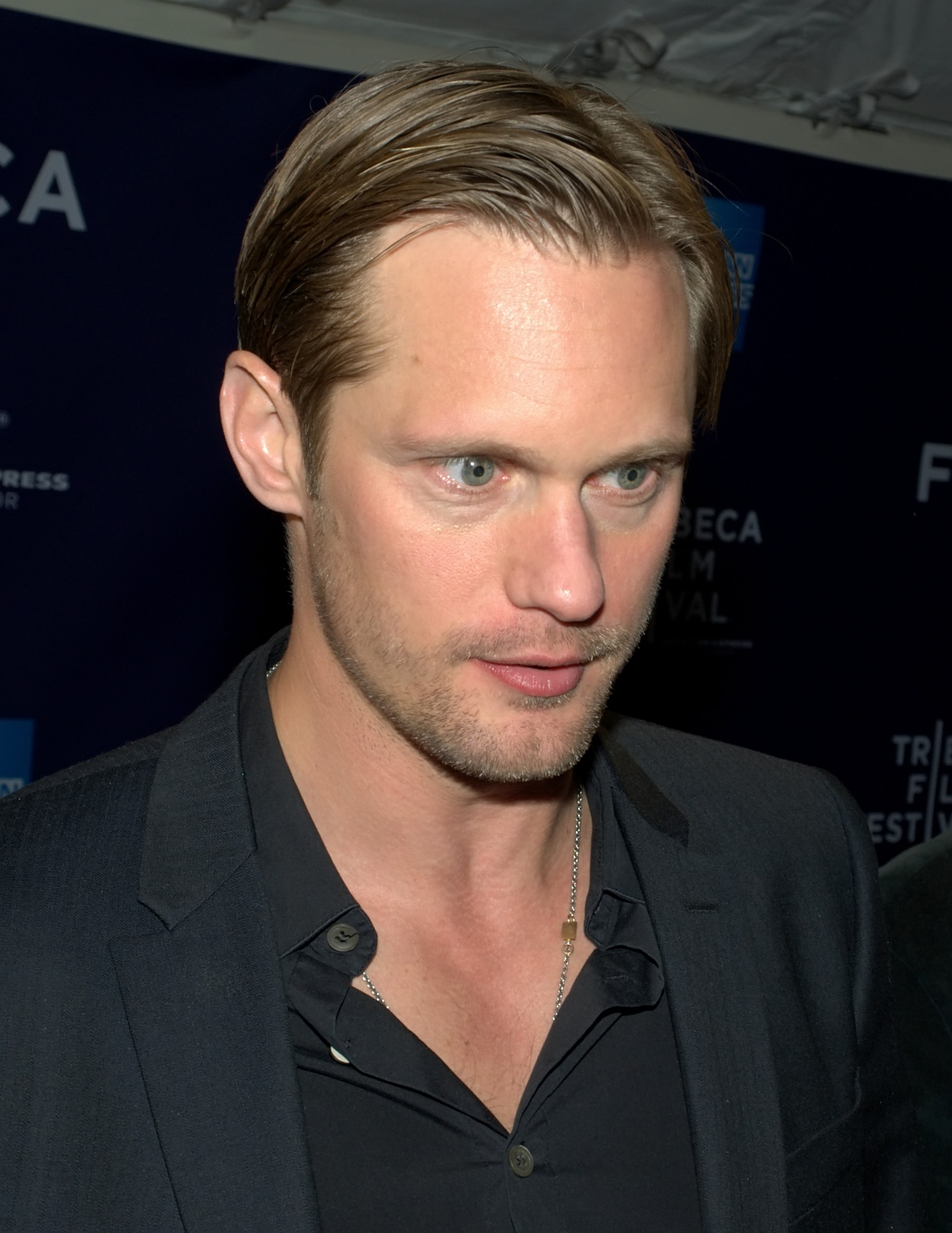
Skarsgård a 2010-es Tribeca Filmfesztiválon

Skarsgård a Svédországba való visszatérése után színészi munkákba kezdett: filmekben, televíziós és színházi produkciókban dolgozott. 2001-ig számos svéd filmben szerepelt, sőt 1999-ben a Vita lögner című szappanoperában is szerepelt. Míg az Egyesült Államokban vakációzott, részt vett a Zoolander, a trendkívüli című film meghallgatásán, és meg is kapta Meekus szerepét. A filmet Ben Stiller rendezte, és ő is volt a főszereplője. Skarsgårdot 2003-ban a A trükkös eb (Hundtricket - The Movie) című filmben nyújtott alakításáért Guldbagge-díjra jelölték mint a legjobb férfi mellékszereplő. Szintén 2003-ban ő rendezte és írta Björne Larsonnal együtt az Att döda ett barn című 8 perces rövidfilmet, amely két díjat is nyert az Odense Nemzetközi Filmfesztiválon. A filmben az akkor még csak 8 éves öccse, Valter játszotta a főszerepet, a narrátor pedig apja, Stellan volt. Skarsgårdot Svédországban ötször nevezték ki a legszexisebb férfinak.

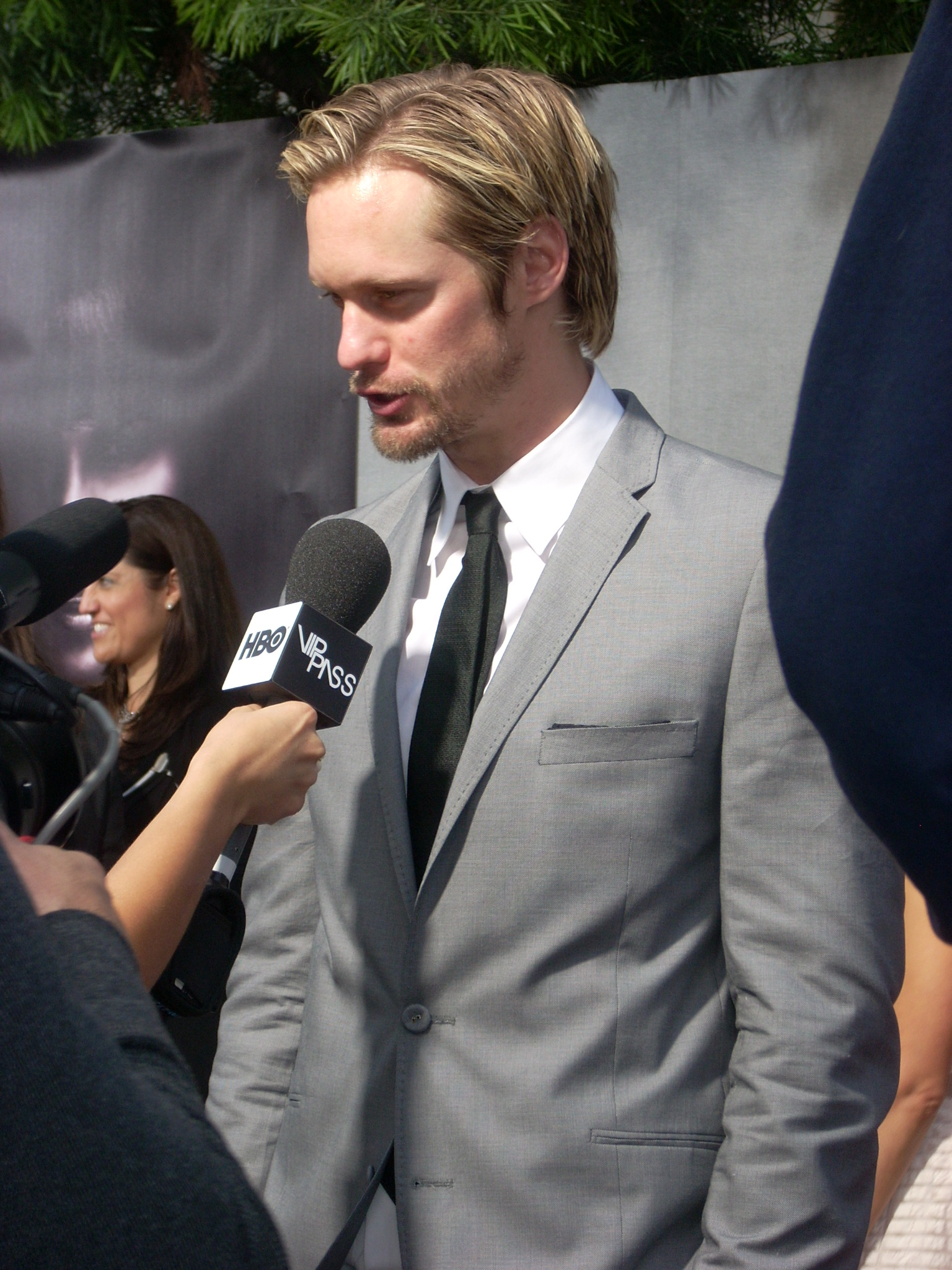
Skarsgård 2009-ben a True Blood – Inni és élni hagyni második évadjának bemutatóján

2004-ben Los Angelesbe költözött, de továbbra is dolgozott Svédországban is. Az áttörést a Gyilkos megszállás (Generation Kill) című hétrészes HBO-minisorozat hozta meg neki, amelyben a főhőst, Brad Colbert őrmestert alakította. A Gyilkos megszállás Evan Wright újságíró ugyanazon című könyvén alapul, és az USA tengerészgyalogságának Első Felderítő Zászlóalját követi az iraki háború elején. Susanna White rendező és David Simon producer először nem értettek egyet abban, hogy Skarsgårdnak adják-e a szerepet. White neki akarta adni, de Simon nem volt meggyőzve arról, hogy Skarsgård el tudná sajátítani az amerikai akcentust. Skarsgård négy meghallgatás után tudta meg, hogy övé a szerep, 36 órával azelőtt, hogy repülőre kellett szállnia, hogy eljuthasson a forgatás helyszínére, Namíbiába. A filmet hét hónapig heti hat nap forgatták a sivatagban.
Skarsgård a Gyilkos megszállás forgatása előtt hallott a True Blood – Inni és élni hagyni című új sorozatról, amit az HBO fejlesztett ki Charlaine Harris True Blood (eredeti címén The Southern Vampire Mysteries) című könyvsorozata alapján. Kezdetben nem volt biztos abban, hogy egy vámpírt alakítson, de amikor megtudta, hogy Alan Ball, a Sírhant művek című HBO-sorozat alkotója és az Amerikai szépség Oscar-díjas forgatókönyvírója áll a projekt mögött, beküldött a meghallgatásra egy videót. Bill Compton szerepére pályázott, amit végül Stephen Moyer kapott meg. Skarsgård végül Eric Northman, egy 1000 éves viking vámpír seriff és bártulajdonos szerepét kapta meg.
2009-ben Skarsgård szerepelt Lady Gaga Paparazzi című zeneszámához készült videóklipjében. A 2009-es Metropia című animációs filmben ő adta Stefan hangját. A szintén 2009-es A nagy vega sarktúra (Beyond the Pole) című filmben Terje, a meleg norvég szerepét alakította. 2010-ben testvérével, Gustaffal együtt játszott főszerepet a Puss című filmben. 2011-ben két filmben is szerepelt: a Melankólia (Melancholia) című apokaliptikus film Lars von Trier rendezésében, és Kirsten Dunst, Charlotte Gainsbourg és Kiefer Sutherland főszereplésével a 2011-es cannes-i fesztiválon debütált; a Szalmakutyák (Straw Dogs) című filmben pedig, amely az 1971-es ugyanazon című film átdolgozása, James Marsden és Kate Bosworth oldalán játszotta a főszerepet. 2012-ben szerepelt a Battleship című filmben Taylor Kitsch és Rihanna mellett, és szerepelni fog a What Maisie Knew című filmben Julianne Moore és Steve Coogan mellett. Az utóbbi film Henry James ugyanazon című könyvén (magyar címén Maisie tudja) alapul.

## Magánélete
Skarsgård a svéd futball rajongója, és támogatja a stockholmi Hammarby IF klubot.
2011 júliusában Skarsgårdot díszdoktorrá avatta a Leeds Metropolitan University, ahol korábban hallgató volt.
2011-ben Skarsgård és barátnője, Kate Bosworth színésznő két év után szakított egymással.

## Filmográfia

### Film
| Év   | Magyar cím                   | Eredeti cím                   | Szerep                       | Magyar hang       |
| ---- | ---------------------------- | ----------------------------- | ---------------------------- | ----------------- |
| 1984 |                              | Åke och hans värld            | Kalle Nubb                   |                   |
| 1989 |                              | Hunden som log                | Jojjo                        |                   |
| 1999 |                              | Happy End                     | Bamse Viktorsson             |                   |
| 2000 |                              | Hundtricket (rövidfilm)       | Micke                        |                   |
| 2000 |                              | Dykaren                       | Ingmar                       |                   |
| 2000 |                              | Järngänget                    | Anders                       |                   |
| 2000 |                              | Vingar av glas                | Johan                        |                   |
| 2001 | Sárkányok Helsinki felett    | Drakarna över Helsingfors     | Robin Åström                 |                   |
| 2001 | Zoolander, a trendkívüli     | Zoolander                     | Meekus                       | Karácsonyi Zoltán |
| 2002 | A trükkös eb                 | Hundtricket - The Movie       | Micke                        |                   |
| 2003 |                              | Att döda ett barn (rövidfilm) | nem szerepel                 |                   |
| 2004 |                              | Hjärtslag (rövidfilm)         | pilóta                       |                   |
| 2005 |                              | Som man bäddar...             | Nisse                        |                   |
| 2005 |                              | Om Sara                       | Kalle Öberg                  |                   |
| 2006 | Az utolsó bevetés            | The Last Drop                 | Jürgen Voller hadnagy        | Szatmári Attila   |
| 2006 |                              | Never Be Mine (rövidfilm)     | Christopher                  |                   |
| 2006 |                              | Kill Your Darlings            | Geert                        |                   |
| 2006 | Vészkijárat                  | Exit                          | Fabian von Klerking          | Dévai Balázs      |
| 2007 |                              | Järnets änglar                | Stefan                       |                   |
| 2009 | Metropia                     | Metropia                      | Stefan (hangja)              |                   |
| 2009 | A nagy vega sarktúra         | Beyond the Pole               | Terje                        |                   |
| 2010 | A 13-as                      | 13                            | Jack                         | Kisfalusi Lehel   |
| 2010 | Üstökös a Mumin-völgy fölött | Muumi ja punainen pyrstötähti | Moomintroll                  |                   |
| 2010 |                              | Puss                          | Alex                         |                   |
| 2011 | Melankólia                   | Melancholia                   | Michael                      |                   |
| 2011 | Szalmakutyák                 | Straw Dogs                    | Charlie                      | Papp Dániel       |
| 2012 | Csatahajó                    | Battleship                    | Stone Hopper parancsnok      | Zámbori Soma      |
| 2012 | Maisie tudja                 | What Maisie Knew              | Lincoln                      | Bozsó Péter       |
| 2012 | Lekapcsolódás                | Disconnect                    | Derek Hull                   | Hujber Ferenc     |
| 2013 | A Kelet                      | The East                      | Benji                        | Rajkai Zoltán     |
| 2014 | Az emlékek őre               | The Giver                     | Jonas apja                   | Stohl András      |
| 2015 |                              | Hidden                        | Ray                          |                   |
| 2015 | A tinilány naplója           | The Diary of a Teenage Girl   | Monroe Rutherford            | Hujber Ferenc     |
| 2016 | Zoolander 2.                 | Zoolander 2                   | Adam (cameo)                 | Karácsonyi Zoltán |
| 2016 |                              | War on Everyone               | Terry Monroe                 |                   |
| 2016 | Tarzan legendája             | The Legend of Tarzan          | Tarzan / John Clayton        | Nagy Ervin        |
| 2018 |                              | Mute                          | Leo Beiler                   |                   |
| 2018 | A Kolibri projekt            | The Hummingbird Project       | Anton Zaleski                | Széles Tamás      |
| 2018 | Tartsd bent a sötétséget     | Hold the Dark                 | Vernon Slone                 |                   |
| 2019 | Egy háború margójára         | The Aftermath                 | Stefan Lubert                | Dévai Balázs      |
| 2019 | Csekély esély                | Long Shot                     | James Steward miniszterelnök | Dányi Krisztián   |
| 2019 |                              | The Kill Team                 | Deeks őrmester               |                   |
| 2021 | Godzilla Kong ellen          | Godzilla vs. Kong             | Dr. Nathan Lind              | Zámbori Soma      |
| 2021 | A látszat ára                | Passing                       | John                         | Nagy Ervin        |
| 2022 | Az Északi                    | The Northman                  | Amleth                       | Dévai Balázs      |
| 2023 |                              | Infinity Pool                 | James Foster                 |                   |
| 2023 |                              | Eric Larue                    | Ron LaRue                    |                   |
| 2023 | Lee                          | Lee                           | Roland Penrose               | Dévai Balázs      |

### Televízió
| Év        | Magyar cím                       | Eredeti cím              | Szerep                 | Megjegyzések                                |
| --------- | -------------------------------- | ------------------------ | ---------------------- | ------------------------------------------- |
| 1987      |                                  | Idag röd                 | Fred                   | tévéfilm                                    |
| 1999      |                                  | Vita lögner              | Marcus Englund         | 10 epizód                                   |
| 2000      |                                  | D-dag                    | Lise mostohafia        | tévéfilm                                    |
| 2000      |                                  | D-dag - Lise             | Lise mostohafia        | tévéfilm                                    |
| 2000      |                                  | Judith                   | Ante Lindström         | tévéfilm                                    |
| 2001      |                                  | D-dag - Den færdige film | Lise mostohafia        | tévéfilm                                    |
| 2006      |                                  | Cuppen                   | Micke                  | tévéfilm                                    |
| 2007      |                                  | Leende guldbruna ögon    | Boogey Knights Sångare | minisorozat                                 |
| 2008      | Gyilkos megszállás               | Generation Kill          | Brad Colbert őrmester  | minisorozat                                 |
| 2008–2014 | True Blood – Inni és élni hagyni | True Blood               | Eric Northman          | főszereplő                                  |
| 2017      | Hatalmas kis hazugságok          | Big Little Lies          | Perry Wright           | - főszereplő - magyar hangja: - Fekete Ernő |
| 2020-2021 |                                  | The Stand                | Randall Flagg          | minisorozat főszereplője                    |
| 2021–2023 | Utódlás                          | Succession               | Lukas Matsson          | visszatérő- és főszereplő                   |

## Díjak és jelölések
Att döda ett barn
- Odense Nemzetközi Filmfesztivál – Nagydíj[12]
- Odense Nemzetközi Filmfesztivál – Sajtódíj[12]

True Blood – Inni és élni hagyni
- Satellite-díj: Legjobb szereplők (televízió) (2009)[26]
- Jelölés – Screen Actors Guild Díj: Legjobb szereplők (tévésorozat) (2010)[27]
- Jelölés – Szaturnusz-díj: Legjobb férfi mellékszereplő (televízió) (2010)[28]
Jelölés – Teen Choice Díj: Legjobb vámpír (2011)[12]